# Placówka Straży Granicznej w Łupkowie

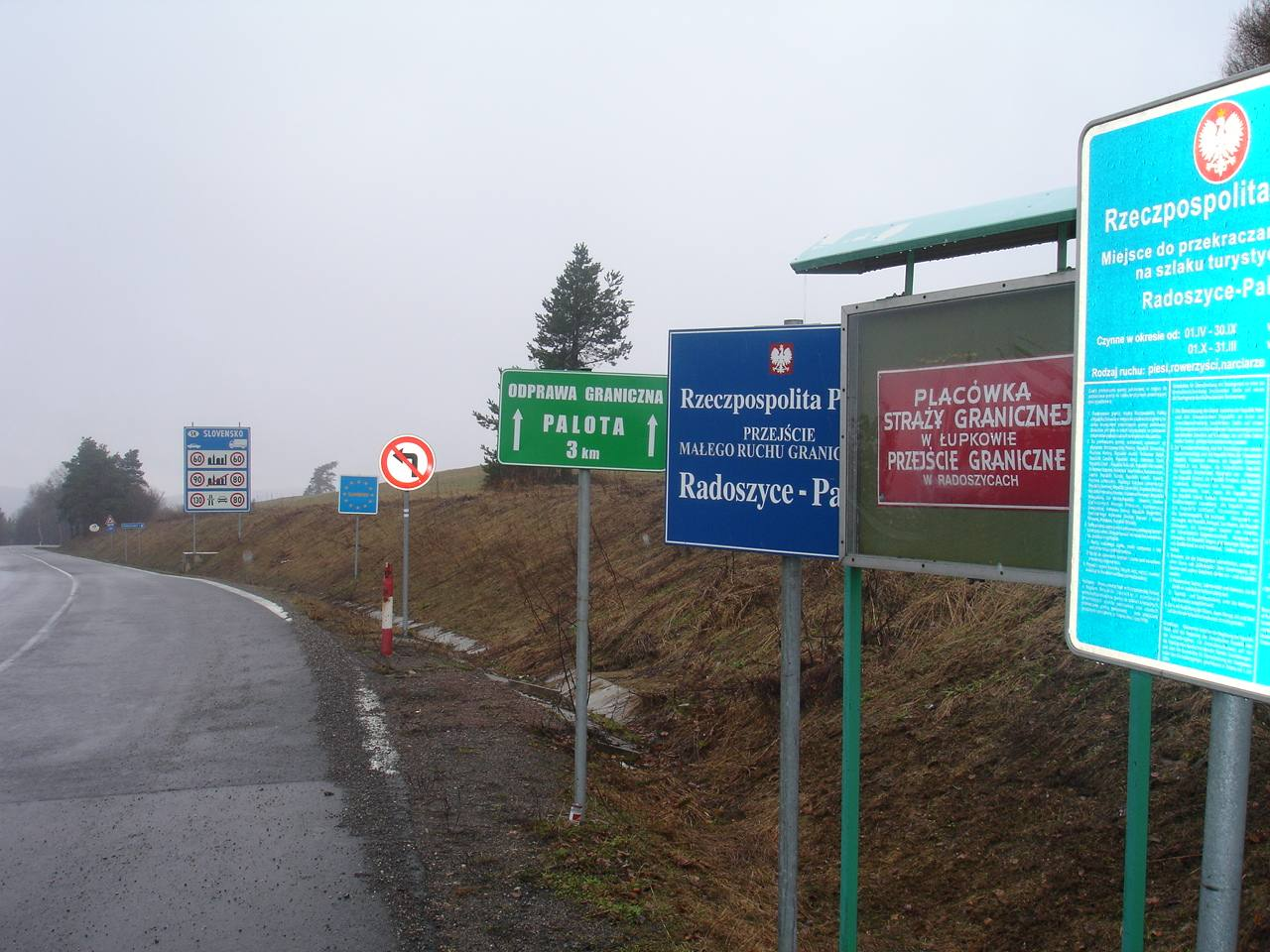
Tablica informacyjna – „Placówka Straży Granicznej w Łupkowie, Przejście graniczne w Radoszycach” (lipiec 2007)

Placówka Straży Granicznej w Łupkowie – nieistniejąca obecnie graniczna jednostka organizacyjna Straży Granicznej realizująca zadania w ochronie granicy państwowej z Republiką Słowacką.

## Formowanie i zmiany organizacyjne
Placówka Straży Granicznej w Łupkowie (PSG SG w Łupkowie) z siedzibą w miejscowości Nowy Łupków, została utworzona 24 sierpnia 2005 roku w strukturach Karpackiego Oddziału Straży Granicznej, z przemianowania Granicznej Placówki Kontrolnej Straży Granicznej w Łupkowie (GPK SG w Łupkowie).
W związku z reorganizacją Karpackiego Oddziału Straży Granicznej, związaną z realizacją przez Straż Graniczną nowych zadań, po włączeniu Polski do strefy Schengen (zniesienie kontroli granicznej i odstąpienie od konieczności fizycznej ochrony granicy państwowej), obszar działania uległ przesunięciu w głąb kraju, Placówka Straży Granicznej w Łupkowie 15 stycznia 2008 roku została rozformowania.
Źródło 

## Ochrona granicy

### Podległe przejścia graniczne
- Łupków-Palota (kolejowe) – do 21.12.2007
- Radoszyce-Palota (drogowe) – do 21.12.2007
- Balnica-Osadné (turystyczne) – do 21.12.2007.

Źródło 